# Phạm Thế Lịch
Phạm Thế Lịch (chữ Hán: 范世歷; 1791 - 1874), hiệu là Chỉ Trai, Trác Phong, Quý Hòa, là một nhà khoa bảng và danh thần nhà Nguyễn. Ông Đệ tam giáp Đồng Tiến sĩ xuất thân khoa thi Kỷ Sửu 1829, là Tiến sĩ nho học đầu tiên thời Nguyễn của tỉnh Nam Định, làm quan đến Tổng đốc Bắc Ninh.

## Thân thế
Phạm Thế Lịch quê làng Quần Mông, huyện Giao Thủy, phủ Xuân Trường (nay là thôn Lạc Quần, xã Xuân Ninh, huyện Xuân Trường, tỉnh Nam Định). Cha ông là Phạm Đình Kham, làm nghề thuốc chữa bệnh. Mẹ ông là Mai Thị Duyên, con hương trưởng Mai Công Kỳ cùng làng, làm ruộng.
Ông sớm có tư chất thông minh, 7 tuổi đi học, học đâu nhớ đấy, được người làng khen là thần đồng. Năm 14 tuổi, ông dự kỳ thi khảo thí ở xã Hà Nạn, huyện Giao Thủy, phủ Xuân Trường, tỉnh Nam Định, đề ra bài phú "Nhật trung vi thị" (Giữa ngày họp chợ), được các quan giám khảo vô cùng khen ngợi.
Khoa thi Cử nhân năm Mậu Tý 1828, ông đỗ Á nguyên. Đến khoa thi Hội năm Kỷ Sửu 1829, ông đỗ Đệ tam giáp đồng Tiến sĩ.
Sau khi đỗ Tiến sĩ, ông được triệu vào kinh bổ làm Hành tẩu, rồi thăng Hàn lâm viện Biên tu, lĩnh Tri phủ Tư Nghĩa (thuộc tỉnh Quảng Ngãi), trải bổ Viên ngoại lang Bộ Lễ, chuyển Lang trung Bộ Lại, thăng Án sát, rồi Bố chính Bình Định, Chánh sứ Quảng Nam, Tả Thị lang Bộ Hình, Phủ doãn Thừa Thiên.
Năm Thiệu Trị thứ 5 (1845), Phạm Thế Lịch làm Chánh sứ, Bạch Đông Ôn làm Phó sứ đi sứ nhà Thanh. Sau khi đi sứ về, ông được thăng làm Hộ bộ Hữu thị lang, lại được cử làm Chánh chủ khảo trường thi Nghệ An.
Năm Tự Đức 3 (1850), ông được bổ chức Tổng đốc 2 tỉnh Bắc Ninh, Thái Nguyên. Ông là vị quan thanh liêm, có nhiều công trạng lớn được các sử gia phong kiến ghi nhận. Ông có nhiều sáng tác nhưng hiện nay chỉ còn tập Sứ hoa quyển và một số câu đối do ông viết ở các đình, nhà thờ họ Phạm, huyện Xuân Trường./.

## Khoa cử
- Năm Gia Long thứ 6 (1807) theo học Hương cống Nguyễn Hữu Bảo ở làng Hoài Bão, huyện Tiên Du (tỉnh Bắc Ninh). Khi cha mất, ông về chịu tang ba năm. Tiếp đến theo học Tiến sĩ Lê Huy Du (người làng Bột Thượng, huyện Hoằng Hoá, tỉnh Thanh Hoá) mở trường ở xã Trà Lũ, huyện Giao Thuỷ, tỉnh Nam Định.[3]
- Khoa Kỷ Mão Gia Long 18 (1819) ông trúng ưu hạng nhất nhưng lại bị đánh trượt vì "đài khoản viết không hợp cách".
- Khoa Tân Tỵ Minh Mệnh 2 (1821) ông đi thi hỏng.
- Khoa Mậu Tý Minh Mệnh 9 (1828) ông đỗ Cử nhân - Á nguyên.
- Khoa thi Hội năm Kỷ Sửu Minh Mệnh 10 (1829) ông đỗ Đệ tam giáp đồng Tiến sĩ xuất thân.

(cùng với Phạm Thế Hiển và Ngô Thế Vinh). Vua tặng ông vế đối :
"Thế Lịch, Thế Hiển, Thế Vinh tam Thế đồng khoa Vinh Hiển Lịch."

## Quan lộ
Các chức vụ đã bổ nhiệm:
Sau khi đỗ Tiến sĩ, ông được triệu vào kinh bổ làm Hành tẩu, rồi thăng Hàn lâm viện Biên tu, lĩnh Tri phủ Tư Nghĩa (thuộc tỉnh Quảng Ngãi), trải bổ Viên ngoại lang bộ Lễ, chuyển Lang trung bộ Lại, thăng án sát, rồi Bố chính tỉnh Bình Định.
Năm Minh Mệnh 17 (1836) ông làm Tả thị lang bộ Lễ, sung Chánh sứ đi sứ nhà Thanh lần 1. Ông đổi tên thành Phạm Thế Trung do kỵ húy vua Thanh lúc bấy giờ. Sau khi đi sứ về ông được đổi làm Tả thị lang bộ Hình, chuyển làm Phủ doãn Thừa Thiên.
Hoàng Thái hậu lập đàn kỳ phúc, mở khảo thi Hoà thượng, sai ông làm Chánh chủ khảo.
- Năm Thiệu Trị 1 (1841) ông làm Biện lý bộ Hộ, đổi Bố chính sứ Hưng Hoá, rồi tiến Thự hữu Tham tri bộ Hộ, sau đổi sang bộ Lại.
- Năm Thiệu Trị thứ 5 (1845) làm Chánh sứ đi sứ nhà Thanh lần 2. Sau khi đi sứ về, được thăng làm Hộ bộ Hữu thị lang. Ông lại được cử làm Chánh chủ khảo trường thi Nghệ An.
- Năm Tự Đức 1 (1848) ông được thực thụ Hữu Tham tri bộ Lại, sung Kinh diên giảng quan, kiêm quản Hàn lâm viện.
- Năm Tự Đức 2 (1849) ông được cử làm giảng quan hàng ngày giảng sách cho vua nghe ở toà Kinh Diên.
- Năm Đức 3 (1850) ông được đổi bổ làm Tuần phủ Bắc Ninh, Hộ lý Tổng đốc Ninh – Thái (Bắc Ninh, Thái Nguyên).
- Năm Tự Đức 5 (1852) Phạm Thế Lịch từ quan về quê.
- Năm Tự Đức 27(1874) Phạm Thế Lịch mất, thọ 84 tuổi.[4]

## Vinh danh
Tên ông được đặt cho một con phố dài 109m, rộng 9m, có địa giới từ mương T3-11 đến phố Nguyễn Thi, phường Thống Nhất, thành phố Nam Định

## Tác phẩm
- Tác phẩm có: Sứ Hoa quyển, Sứ Thanh văn lục 
- Thơ tặng Hoàng giáp Tam Đăng Phạm Văn Nghị lúc kháng chiến chống Pháp:
"Bắc Nam vạn lí nhất thanh hòa.
Hà sự cuồng sưu ngạnh hải ba?
Thiên khải nho trung giao cảm chiến,
Đế liên lão bệnh hứa hưu qua.
Thư từ nghĩa dũng hoàn hương lạc,
Khảng khái anh hùng thoái lỗ ca.
Tuế văn, nhân nhàn duy nhất chước.
Đào nhiên, lãnh tiếu chỉ quan hà."
Dịch nghĩa:
Muôn dặm Bắc, Nam vẫn một dải thanh bình vô sự,
Tàu giặc điên cuồng cớ chi gây rối sóng biển?
Trời mở đạo "nho trung" khiến cho ông dám đánh,
Vua thương già yếu cho thôi việc binh đao.
Cái vui về quê của đoàn nghĩa dũng có vẻ thong dong.
Bài ca lui giặc của người anh hùng thật là khảng khái.
Cảnh già rỗi rãi, chỉ việc ngồi uống rượu,
Ngà say, cười lạt mà chỉ ra nơi xa xôi.